# Phylloscopus ricketti
Phylloscopus ricketti là một loài chim trong họ Phylloscopidae.